# アルバート・ベル
アルバート・ジョジュアン・ベル（Albert Jojuan Belle, 1966年8月25日 - ）は、アメリカ合衆国ルイジアナ州シュリーブポート出身の元プロ野球選手（外野手）。ニックネームは「Joey」,「Mr. Freeze」。
メジャー昇格時の登録名はジョーイ・ベル（Joey Belle）。

## 経歴

### アマチュア時代
高校時代の1984年に18Uアメリカ代表に選出される。メンバーには他にジャック・マクダウェルがいた。卒業後はルイジアナ州立大学に進学。1986年に打率.354・21本塁打・66打点を記録し、双子の兄弟であるテリーと共にチームを初のメンズ・カレッジ・ワールドシリーズに導き、翌1987年もシリーズ進出を果たした。大学通算で打率.332・49本塁打・172打点・194安打・長打率.670・392塁打を記録し、本塁打・打点・塁打で学校新記録をマークした。

### クリーブランド・インディアンス（1989年 - 1996年）
1987年のMLBドラフトでクリーブランド・インディアンスから2巡目に指名を受け、8月27日に契約。1989年はAA級カントン・アクロンで20本塁打・69打点を記録してメジャーに昇格し、7月15日のテキサス・レンジャーズ戦でメジャーデビュー。7月19日のミネソタ・ツインズ戦でメジャー初本塁打、7月24日のニューヨーク・ヤンキース戦では満塁本塁打を放った。1991年はレギュラーに定着し、28本塁打・95打点を記録。1992年は9月6日のシアトル・マリナーズ戦でキャリア初の1試合3本塁打を放つなど34本塁打・112打点の好成績を挙げた。
1993年は前半戦で打率.298・23本塁打・72打点を記録し、オールスターゲームに初選出される。ホームランダービーにも出場し、3本で8選手中6位。10月2日、同年限りで使用終了が決まっていたクリーブランド・ミュニシパル・スタジアムで行われたシカゴ・ホワイトソックス戦で球場最後となる本塁打を放った。打率.290・38本塁打・129打点・23盗塁の成績で最多打点のタイトルを獲得し、シルバースラッガー賞を初受賞した。 
新本拠地ジェイコブス・フィールドが開場した1994年は、5月に打率.416、6月に打率.364・10本塁打・29打点でプレイヤー・オブ・ザ・マンスを受賞するなど、前半戦で打率.357・25本塁打・76打点・32二塁打を記録し、2年連続でオールスターゲームに選出される。ホームランダービーは2本で8選手中7位に終わった。7月にも12本塁打・31打点と好調を維持。ストライキでシーズンが打ち切られたが、共にリーグ2位の打率.357・長打率.714、共にリーグ3位の36本塁打・101打点と三冠王が射程圏内に入る活躍で、ホームでは打率.413・21本塁打を記録した。MVPの投票ではフランク・トーマス、ケン・グリフィー・ジュニアに次ぐ3位に入った。
1995年はオールスターゲームに初めてファン投票で選出される。ホームランダービーでは決勝ラウンドでトーマスに敗れたものの、本数では16本と上回った。試合では第1打席で野茂英雄に三振を喫するなど3打数無安打に終わった。7月18日のカリフォルニア・エンゼルス戦でリー・スミスから逆転サヨナラ満塁本塁打、8月30日・8月31日のトロント・ブルージェイズ戦で2試合連続サヨナラ本塁打、9月19日のホワイトソックス戦で3打席連続本塁打を放つなど後半戦で36本塁打・75打点を記録し、シーズン通算で打率.317、いずれもリーグトップの50本塁打・126打点・52二塁打・長打率.690・121得点・377塁打の成績で最多本塁打・最多打点の二冠を獲得。本塁打はアル・ローゼンの球団記録43を更新し、史上初の「50本塁打・50二塁打」を達成する大活躍で、100勝を挙げて独走で中地区優勝を果たしたチームの原動力となった。ボストン・レッドソックスとのディビジョンシリーズでは第1戦で1点ビハインドの延長11回裏に同点本塁打を放ち、チームは延長13回にサヨナラ勝利。シアトル・マリナーズとのリーグチャンピオンシップシリーズでは第1戦でボブ・ウォルコット（後近鉄）から本塁打を放つが、打率.222と振るわず。チームは4勝2敗で41年ぶりのリーグ優勝を果たした。アトランタ・ブレーブスとのワールドシリーズでは、第5戦でグレッグ・マダックスから本塁打を放つなど2本塁打を記録したが、両チーム最多の7四球と勝負を避けられるケースが多く、チームは2勝4敗で敗退した。MVPの最有力候補と目されていたが、投票ではモー・ボーンと8ポイント差の2位に終わった。打点は同数、打率・本塁打・出塁率・長打率でボーンを上回る成績を残したにもかかわらず受賞を逃したのは、周囲と度々衝突を起こすなど問題のある性格が原因だった。
1996年は前半戦で27本塁打・74打点の成績で、オールスターゲームに2年連続の先発出場を果たしたが3打席連続三振を喫した。7月31日のブルージェイズ戦で逆転サヨナラ満塁本塁打を放つ。打率.311・48本塁打・148打点・124得点を記録して2年連続の最多打点を獲得し、チームは地区連覇。ボルチモア・オリオールズとのディビジョンシリーズでは第3戦でアーマンド・ベニテスから決勝の満塁本塁打を放つが、チームは1勝3敗で敗退した。MVPの投票では3位。10月28日にフリーエージェントとなり、11月19日にホワイトソックスと5年5,500万ドルで契約。主砲トーマスとの最強の3・4番コンビが誕生した。尚契約には『年俸が上位3位以内でなければフリーエージェントになる』という条項が付け加えられた。

### シカゴ・ホワイトソックス時代 (1997年 - 1998年)
移籍1年目の1997年は5年連続のオールスターゲームに選出されたが、出場機会は無かった。後半戦で打率.247と不調に陥り、トーマスが首位打者を獲得する一方で打率.274・30本塁打・116打点、リーグワーストの26併殺打とやや精彩を欠いたが、4本の満塁本塁打を放った。1998年は開幕直後は不振もその後復調し、後半戦で打率.387・31本塁打・86打点を記録。自身初の全試合出場を果たし、打率.328、いずれも球団記録となる49本塁打・152打点・48二塁打・399塁打・99長打、キャリアハイの200安打と好成績を挙げるが、今度はトーマスがキャリアワーストの打率.265に終わり、うまく噛み合わなかった。相場の高騰によって年俸が上位3位以内から脱落したため10月27日に再びフリーエージェントとなり、12月1日にオリオールズと5年6,500万ドルの契約を締結。トーマスとのコンビは僅か2年で解消された。

### ボルチモア・オリオールズ時代 (1999年 - 2000年)
長らく付けていた背番号『8』は、オリオールズではカル・リプケン・ジュニアが付けていたため、『88』に変更した。1999年は7月25日のエンゼルス戦で3度目の1試合3本塁打。後半戦で打率.326・19本塁打・64打点と調子を上げ、打率.297・37本塁打・117打点、キャリアハイの101四球を記録。2000年は6月に打率.364・12本塁打・37打点の成績で通算7度目のプレイヤー・オブ・ザ・マンスを受賞するが、後半戦は欠場もあって5本塁打と振るわず、レギュラー定着以降最低の23本塁打に終わった。
2001年シーズン前、臀部の痛みから検査を受けたところ悪性の股関節炎（特発性大腿骨頭壊死症ともされる）と診断を受け、選手生命が絶たれるものだったため3月11日に現役引退を表明。5年契約を結んでいたため2003年まで毎年1,200万ドル以上の年俸は支払われ、それを保険で賄うため球団は40人枠にベルの名前を留めることを余儀なくされた。

1992年から1999年にかけて記録した8年連続30本塁打・100打点は、ベーブ・ルース、ジミー・フォックス、ルー・ゲーリッグに次ぐ史上4人目で、1950年以後の選手としては初めてであった。

## トラブル
現役中から毎年のようにトラブルを起こし、引退後も続いたため、1990年代のMLBプレーヤーでは最悪のトラブルメーカーと評される。
- 1990年
アルコール依存症を患って入院し、リハビリと精神のコントロールプログラムを受けた。また、参加していたウィンターリーグでは、態度の悪さから退団を言い渡される。
- 1991年
5月にファンにボールを投げて肋骨を折る重傷を負わせ、7日間の試合出場停止の処分を科せられている。6月には怠慢プレーが原因でマイナーリーグへ降格させられている。
- 1992年
頭に死球を受けたことに怒り、相手投手ニール・ヒートンに対してマウンドで暴行し負傷させる。その結果3試合の出場停止処分を科せられている。
- 1994年
7月15日のホワイトソックス戦でコルクバットの使用を疑われ、審判団にバットを没収されたが、当時チームメイトだったジェイソン・グリムズリーが審判団の部屋に忍び込み、コルクの入っていないバットとすり替えたという[30]。これにより7試合の出場停止を科せられた。
- 1995年
ワールドシリーズ第3戦の試合前、NBCのレポーター、ハンナ・ストームを汚い言葉で罵り、5万ドルの罰金を科せられた。また同年のハロウィン当日、自宅にお菓子をねだりに来た子ども達に怒り、ジープで追いかけ回している。
- 1996年
試合前のウォームアップ中の写真を撮影していたカメラマンに至近距離からボールをぶつけた。また、5月のミルウォーキー・ブルワーズ戦では死球を受けて激怒し、二塁へ進塁する際にフェルナンド・ビーニャを突き飛ばしている。
- 1997年
フットボールと大学バスケットの賭博に関与していたことが発覚。
- 1998年
ガールフレンド宅で暴れ2日連続（1日目が器物損壊容疑、2日目が婦女暴行容疑）で逮捕された。
- 1999年
いい人になると宣言したものの、ファンと衝突して汚い言葉で罵ってしまい挫折。シーズンが開始すると、やる気のなさから途中交代を命じた当時のオリオールズ監督レイ・ミラーと衝突。

- 2006年（引退後）
2月16日、以前交際していた女性に対するストーカー行為で逮捕された[31]。
- 2018年
3月26日、アリゾナ州スコッツデールで飲酒および薬物の影響下での運転、公然わいせつの疑いで逮捕された[32]。

## 余談
本塁打王・打点王の獲得実績がありながら、前述の多数のトラブルや、かつ本人のマスコミ嫌いから来る最悪の態度が多かったために、アメリカ野球殿堂入り選考においても資格初年度である2006年は7.7%しか獲得できず、翌2007年では3.5%で、殿堂入り資格を早々と失っている。また、引退後の古巣インディアンスとの関係も冷えたもので、2015年のインディアンスリーグチャンピオン20周年式典や翌2016年のインディアンス球団殿堂入り式典への出席をいずれも辞退している。

## 詳細情報

### 年度別打撃成績
| 年 度     | 球 団     | 試 合 | 打 席 | 打 数 | 得 点 | 安 打 | 二 塁 打 | 三 塁 打 | 本 塁 打 | 塁 打 | 打 点 | 盗 塁 | 盗 塁 死 | 犠 打 | 犠 飛 | 四 球 | 敬 遠 | 死 球 | 三 振 | 併 殺 打 | 打 率 | 出 塁 率 | 長 打 率 | O P S |
| --------- | --------- | ----- | ----- | ----- | ----- | ----- | -------- | -------- | -------- | ----- | ----- | ----- | -------- | ----- | ----- | ----- | ----- | ----- | ----- | -------- | ----- | -------- | -------- | ----- |
| 1989      | CLE       | 62    | 234   | 218   | 22    | 49    | 8        | 4        | 7        | 86    | 37    | 2     | 2        | 0     | 2     | 12    | 0     | 2     | 55    | 4        | .225  | .269     | .394     | .663  |
| 1990      | CLE       | 9     | 25    | 23    | 1     | 4     | 0        | 0        | 1        | 7     | 3     | 0     | 0        | 1     | 0     | 1     | 0     | 0     | 6     | 1        | .174  | .208     | .304     | .512  |
| 1991      | CLE       | 123   | 496   | 461   | 60    | 130   | 31       | 2        | 28       | 249   | 95    | 3     | 1        | 0     | 5     | 25    | 2     | 5     | 99    | 24       | .282  | .323     | .540     | .863  |
| 1992      | CLE       | 153   | 650   | 585   | 81    | 152   | 23       | 1        | 34       | 279   | 112   | 8     | 2        | 1     | 8     | 52    | 5     | 4     | 128   | 18       | .260  | .320     | .477     | .797  |
| 1993      | CLE       | 159   | 693   | 594   | 93    | 172   | 36       | 3        | 38       | 328   | 129   | 23    | 12       | 1     | 14    | 76    | 13    | 8     | 96    | 18       | .290  | .370     | .552     | .922  |
| 1994      | CLE       | 106   | 480   | 412   | 90    | 147   | 35       | 2        | 36       | 294   | 101   | 9     | 6        | 1     | 4     | 58    | 9     | 5     | 71    | 5        | .357  | .438     | .714     | 1.152 |
| 1995      | CLE       | 143   | 629   | 546   | 121   | 173   | 52       | 1        | 50       | 377   | 126   | 5     | 2        | 0     | 4     | 73    | 5     | 6     | 80    | 24       | .317  | .401     | .690     | 1.091 |
| 1996      | CLE       | 158   | 715   | 602   | 124   | 187   | 38       | 3        | 48       | 375   | 148   | 11    | 0        | 0     | 7     | 99    | 15    | 7     | 87    | 20       | .311  | .410     | .623     | 1.033 |
| 1997      | CWS       | 161   | 701   | 634   | 90    | 174   | 45       | 1        | 30       | 311   | 116   | 4     | 4        | 0     | 8     | 53    | 6     | 6     | 105   | 26       | .274  | .332     | .491     | .823  |
| 1998      | CWS       | 163   | 706   | 609   | 113   | 200   | 48       | 2        | 49       | 399   | 152   | 6     | 4        | 0     | 15    | 81    | 10    | 1     | 84    | 17       | .328  | .399     | .655     | 1.054 |
| 1999      | BAL       | 161   | 722   | 610   | 108   | 181   | 36       | 1        | 37       | 330   | 117   | 17    | 3        | 0     | 4     | 101   | 15    | 7     | 82    | 19       | .297  | .400     | .541     | .941  |
| 2000      | BAL       | 141   | 622   | 559   | 71    | 157   | 37       | 1        | 23       | 265   | 103   | 0     | 5        | 0     | 7     | 52    | 11    | 4     | 68    | 17       | .281  | .342     | .474     | .816  |
| MLB：12年 | MLB：12年 | 1539  | 6673  | 5853  | 974   | 1726  | 389      | 21       | 381      | 3300  | 1239  | 88    | 41       | 4     | 78    | 683   | 91    | 55    | 961   | 193      | .295  | .369     | .564     | .933  |

- 各年度の太字はリーグ最高

### タイトル
- 最多本塁打：1回（1995年）
- 最多打点：3回（1993年，1995年，1996年）

### 表彰
- シルバースラッガー賞（外野手部門）：5回（1993年 - 1996年，1998年）
- プレイヤー・オブ・ザ・マンス：7回（1994年6月，1995年8月・9月，1998年7月・9月，1999年9月，2000年6月）

### 記録
- MLBオールスターゲーム選出：5回（1993年 - 1997年）

### 背番号
- 36（1989年）
- 8（1990年 - 1998年）
- 88（1999年 - 2000年）